# Long Beach Grand Prix 2004
Long Beach Grand Prix 2004 var säsongspremiären i Champ Car 2004. Racet kördes den 17 april på Long Beach gator. Paul Tracy inledde sitt försvarande av 2003 års titel på bästa sätt, genom att vinna den första tävlingen under seriens nya namn Champ Car World Series. Bruno Junqueira slutade tvåa, följd av Sébastien Bourdais.

## Slutresultat
| Plats | Förare              | Team                | Grid | Kvaltid  |
| ----- | ------------------- | ------------------- | ---- | -------- |
| 1     | Paul Tracy          | Forsythe Racing     | 3    | 1.09,156 |
| 2     | Bruno Junqueira     | Newman/Haas Racing  | 1    | 1.08,913 |
| 3     | Sébastien Bourdais  | Newman/Haas Racing  | 2    | 1.09,800 |
| 4     | Patrick Carpentier  | Forsythe Racing     | 7    | 1.09,730 |
| 5     | Mario Domínguez     | Herdez Competition  | 5    | 1.09,458 |
| 6     | Justin Wilson       | Conquest Racing     | 11   | 1.10,122 |
| 7     | Ryan Hunter-Reay    | Herdez Competition  | 6    | 1.09,613 |
| 8     | Alex Tagliani       | Rocketsports Racing | 4    | 1.09,450 |
| 9     | Mario Haberfeld     | Walker Racing       | 14   | 1.10,988 |
| 10    | Rodolfo Lavín       | Forsythe Racing     | 9    | 1.09,953 |
| 11    | Michel Jourdain Jr. | RuSPORT             | 13   | 1.10,652 |
| 12    | A.J. Allmendinger   | RuSPORT             | 8    | 1.09,905 |
| 13    | Nelson Philippe     | Rocketsports Racing | 16   | 1.11,275 |
| 14    | Roberto González    | PKV Racing          | 17   | 1.11,295 |
| 15    | Oriol Servià        | Dale Coyne Racing   | 12   | 1.10,273 |
| 16    | Jimmy Vasser        | PKV Racing          | 10   | 1.10,056 |
| 17    | Alex Sperafico      | Conquest Racing     | 15   | 1.11,238 |
| 18    | Tarso Marques       | Dale Coyne Racing   | 18   | 1.16,809 |